# Pulau Terap
Pulau Terap is een bestuurslaag in het regentschap Kampar van de provincie Riau, Indonesië. Pulau Terap telt 1929 inwoners (volkstelling 2010).